# Diabaz

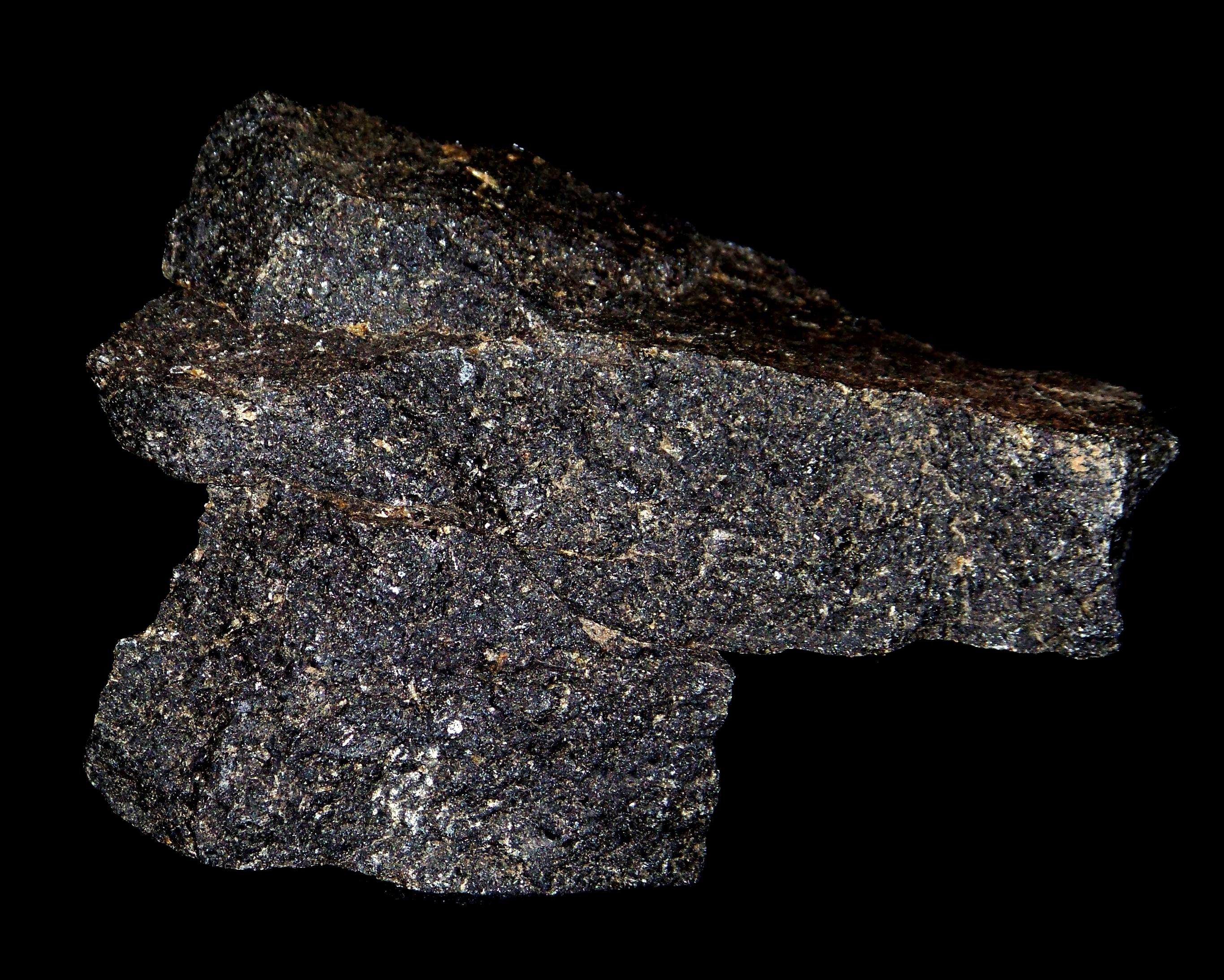
Diabaz

Diabaz (inna nazwa doleryt) – magmowa skała wulkaniczna o składzie mineralnym bazaltu, ale o grubszym ziarnie (paleobazalt). Najczęściej nazywa się tak skały powstałe w erze paleozoicznej, zwłaszcza w dolnej jej części. Zawiera dużo wapnia. Składa się z plagioklazu i piroksenu, ma strukturę ofitową.
Skała jest zwykle wtórnie zmieniona wskutek przeobrażenia piroksenu w chloryt i plagioklazu w epidot, co nie występuje w przypadku dolerytu. Te zmiany nadają skale barwę zielonawą.
Diabaz jest skałą pospolitą – w Polsce występuje w Sudetach, Górach Świętokrzyskich i okolicach Krakowa (Tenczynek). Wykorzystywany jest jako materiał budowlany i drogowy.
Dawniej tą nazwą określano bazalty przedtrzeciorzędowe, zwykle znacznie przeobrażone.